# Greg Rikaart
Gregory Andrew Rikaart, detto Greg (Brooklyn, 26 febbraio 1977), è un attore statunitense noto per il ruolo di Kevin Fisher nella soap opera Febbre d'amore e quello di Leo Stark nella soap opera Il tempo della nostra vita (Days of Our Lives).

## Biografia
Nato a Brooklyn, ma cresciuto a Staten Island, dopo la laurea con lode alla Villanova University si trasferisce a Los Angeles per intraprendere la carriera da attore. Inizia con piccoli ruoli in serie televisive come Felicity e Una mamma per amica, nel 2002 ottiene il ruolo ricorrente di David nell'ultima stagione di Dawson's Creek.
Nel 2003, dopo aver interpretato un piccolo ruolo nel film X-Men 2, firma un contratto per il ruolo di Kevin Fisher nella soap opera Febbre d'amore. Inizialmente la sua partecipazione era prevista per 10 episodi, ma il ruolo del cattivo ragazzo Kevin Fisher è piaciuto tanto ai telespettatori che il suo contratto è stato prolungato. Per la sua interpretazione, Rikaart ha vinto un Daytime Emmy come miglior attore non protagonista in una serie drammatica e ha ottenuto tre candidature consecutive nella medesima categoria (2006-2008). Dal 2018 entra nel cast della soap opera Il tempo della nostra vita nel ruolo del malvagio Leo Stark.
È sostenitore di cause liberali, come i diritti delle donne e dei gay. Nel luglio 2013, dopo la sentenza della Corte Suprema degli Stati Uniti a favore dei matrimoni gay, l'attore attraverso Twitter dichiara la propria omosessualità, pubblicando una foto con il suo compagno Robert Sudduth e dichiarando: "Non sto per sposarmi, ma questa sera celebro comunque l'uguaglianza.".
La coppia si è sposata a maggio 2015 e nel giugno 2016 sono diventati genitori di Montgomery Argo Rikaart-Sudduth, tramite gravidanza in surrogato.

## Filmografia

### Cinema
- Prey for Rock & Roll, regia di Alex Steyermark (2003)
- X-Men 2, regia di Bryan Singer (2003)
- Wannabe, regia di Richard Keith (2005)
- Days of Our Lives: A Very Salem Christmas (2021)

### Televisione
- Felicity – serie TV, 1 episodio (1999)
- Squadra Med - Il coraggio delle donne (Strong Medicine) – serie TV, 1 episodio (2000)
- Una mamma per amica (Gilmore Girls) – serie TV, 1 episodio (2000)
- I Finnerty (Grounded for Life) – serie TV, 1 episodio (2001)
- Così è la vita (That's Life) – serie TV, 1 episodio (2001)
- As If – serie TV, 1 episodio (2002)
- Dawson's Creek – serie TV, 7 episodi (2002-2003)
- The Closer – serie TV, 1 episodio (2005)
- CSI: Miami – serie TV, 1 episodio (2007)
- Imaginary Bitches – web serie, 1 episodio (2008)
- Bones – serie TV, 1 episodio (2013)
- Major Crimes – serie TV, 4 episodi (2015)
- Febbre d'amore (The Young and the Restless) – soap opera (2003-in corso)
- Il tempo della nostra vita (Days of Our Lives) – soap opera (2018-2020, 2022-in corso)
- Days of Our Lives: Beyond Salem – miniserie TV (2021)

## Premi
- Daytime Emmy Awards 2005 – Miglior attore non protagonista per Febbre d'amore
- Candidatura - Soap Opera Digest Awards 2005 – Miglior giovane attore per Febbre d'amore
- Candidatura - Daytime Emmy Awards 2006 – Miglior attore non protagonista per Febbre d'amore
- Candidatura - Daytime Emmy Awards 2007 – Miglior attore non protagonista per Febbre d'amore
- Candidatura - Daytime Emmy Awards 2008 – Miglior attore non protagonista per Febbre d'amore
- Candidatura - Daytime Emmy Awards 2018 – Miglior attore non protagonista per Febbre d'amore
- Candidatura - Daytime Emmy Awards 2019 – Miglior attore non protagonista per Il tempo della nostra vita

## Doppiatori italiani
Nelle versioni in italiano delle opere in cui ha recitato, Greg Rikaart è stato doppiato da:
- Stefano Crescentini in The Closer, Major Crimes
- Marco Baroni in Dawson's Creek
- Simone D'Andrea in Febbre d'amore
- Corrado Conforti in CSI: Miami